# شودوشیما، کاگاوا
شودوشیما، کاگاوا (به لاتین: Shōdoshima, Kagawa) یک منطقهٔ مسکونی در ژاپن است که در استان کاگاوا واقع شده‌است. شودوشیما ۱۶٬۴۸۰ نفر جمعیت دارد.